# Temporada 2014 de Deutsche Tourenwagen Masters
La temporada 2014 de Deutsche Tourenwagen Masters fue la decimoquinta temporada desde la nueva etapa que empezó en el año 2000.

## Equipos y pilotos
| Marca         | Auto                  | Equipo                         | No. | Pilotos                | Rondas |
| ------------- | --------------------- | ------------------------------ | --- | ---------------------- | ------ |
| Audi          | Audi RS5              | Audi Sport Team Phoenix        | 1   | Mike Rockenfeller      | Todas  |
| Audi          | Audi RS5              | Audi Sport Team Phoenix        | 2   | Timo Scheider          | Todas  |
| Audi          | Audi RS5              | Audi Sport Team Abt Sportsline | 7   | Mattias Ekström        | Todas  |
| Audi          | Audi RS5              | Audi Sport Team Abt Sportsline | 8   | Miguel Molina          | Todas  |
| Audi          | Audi RS5              | Audi Sport Team Abt Sportsline | 15  | Edoardo Mortara        | Todas  |
| Audi          | Audi RS5              | Audi Sport Team Abt Sportsline | 16  | Adrien Tambay          | Todas  |
| Audi          | Audi RS5              | Audi Sport Team Rosberg        | 21  | Jamie Green            | Todas  |
| Audi          | Audi RS5              | Audi Sport Team Rosberg        | 22  | Nico Müller            | Todas  |
| BMW           | BMW M4                | BMW Team RBM                   | 3   | Augusto Farfus         | Todas  |
| BMW           | BMW M4                | BMW Team RBM                   | 4   | Joey Hand              | Todas  |
| BMW           | BMW M4                | BMW Team Schnitzer             | 9   | Bruno Spengler         | Todas  |
| BMW           | BMW M4                | BMW Team Schnitzer             | 10  | Martin Tomczyk         | Todas  |
| BMW           | BMW M4                | BMW Team MTEK                  | 17  | Timo Glock             | Todas  |
| BMW           | BMW M4                | BMW Team MTEK                  | 18  | António Félix da Costa | Todas  |
| BMW           | BMW M4                | BMW Team RMG                   | 23  | Marco Wittmann         | Todas  |
| BMW           | BMW M4                | BMW Team RMG                   | 24  | Maxime Martin          | Todas  |
| Mercedes-Benz | Mercedes-Benz Clase C | HWA Team                       | 5   | Christian Vietoris     | Todas  |
| Mercedes-Benz | Mercedes-Benz Clase C | HWA Team                       | 6   | Paul di Resta          | Todas  |
| Mercedes-Benz | Mercedes-Benz Clase C | HWA Team                       | 11  | Gary Paffett           | Todas  |
| Mercedes-Benz | Mercedes-Benz Clase C | HWA Team                       | 12  | Robert Wickens         | Todas  |
| Mercedes-Benz | Mercedes-Benz Clase C | HWA Team                       | 25  | Pascal Wehrlein        | Todas  |
| Mercedes-Benz | Mercedes-Benz Clase C | Mücke Motorsport               | 19  | Daniel Juncadella      | Todas  |
| Mercedes-Benz | Mercedes-Benz Clase C | Mücke Motorsport               | 20  | Vitaly Petrov          | Todas  |

### Cambios de pilotos
Los que ingresan al DTM
- El piloto de pruebas de BMW, Maxime Martin fue promovido a una temporada completa en el DTM con la marca, en el Team RMG.[4]
- António Félix da Costa y Nico Müller, quienes finalizaron tercero y quinto en la temporada 2013 de la Fórmula Renuaul 3.5 Series, se unen al DTM, pilotaron para BMW Team MTEK y Team Rosberg respectivamente.[4][11]
- Vitaly Petrov debuta en la serie con la marca Mercedes-Benz.[10]

Los que dejan la DTM
- Filipe Albuquerque, seguirá vinculado a Audi pero ahora en el programa de Prototipos Le Mans y Gran Turismos de la marca.[11]
- Andy Priaulx, se fue del DTM para conducir un BMW Z4 en la Temporada 2014 del United SportsCar Championship.[4]
- Dirk Werner, se va de la serie y se une al programa de resistencia de BMW.[4]
- Roberto Merhi, quién fue piloto de Mercedes en 2012 y 2013, deja la serie para unirse al equipo Zeta Corse de la Formula Renault 3.5 Series. Sin embargo, Merhi permanece en Mercedes como piloto de pruebas y de reserva.[6]

## Calendario y resultados
El calendario provisional fue anunciado el 16 de octubre de 2013, que consistía de 10 fechas.
En julio del 2014, fue anunciado que la fecha de China – originalmente agendado para el 28 de septiembre en Guangzhou – fue cancelada, debido a las modificaciones que se tenían que hacer para construir el circuito callejero. Como resultado, el circuito que lo va a reemplazar será Zandvoort en Holanda.
| Fecha | Circuito       | Fecha            | Pole position     | Vuelta rápida     | Piloto ganador     | Equipo ganador                 | Marca ganadora |
| ----- | -------------- | ---------------- | ----------------- | ----------------- | ------------------ | ------------------------------ | -------------- |
| 1     | Hockenheimring | 4 de mayo        | Adrien Tambay     | Martin Tomczyk    | Marco Wittmann     | BMW Team RMG                   | BMW            |
| 2     | Oschersleben   | 18 de mayo       | Marco Wittmann    | Miguel Molina     | Christian Vietoris | HWA Team                       | Mercedes-Benz  |
| 3     | Hungaroring    | 1 de junio       | Marco Wittmann    | Nico Müller       | Marco Wittmann     | BMW Team RMG                   | BMW            |
| 4     | Norisring      | 29 de junio      | Robert Wickens    | Mattias Ekström   | Robert Wickens     | HWA Team                       | Mercedes-Benz  |
| 5     | Moscow Raceway | 13 de julio      | Maxime Martin     | Miguel Molina     | Maxime Martin      | BMW Team RMG                   | BMW            |
| 6     | Red Bull Ring  | 3 de agosto      | Robert Wickens    | Mike Rockenfeller | Marco Wittmann     | BMW Team RMG                   | BMW            |
| 7     | Nürburgring    | 17 de agosto     | Marco Wittmann    | Marco Wittmann    | Marco Wittmann     | BMW Team RMG                   | BMW            |
| 8     | Lausitz        | 14 de septiembre | Pascal Wehrlein   | Timo Scheider     | Pascal Wehrlein    | HWA Team                       | Mercedes-Benz  |
| 9     | Zandvoort      | 28 de septiembre | Mike Rockenfeller | Marco Wittmann    | Mattias Ekström    | Audi Sport Team Abt Sportsline | Audi           |
| 10    | Hockenheimring | 19 de octubre    | Miguel Molina     | Marco Wittmann    | Mattias Ekström    | Audi Sport Team Abt Sportsline | Audi           |

## Tablas de clasificación
Sistema de puntos
| Posición | 1st | 2nd | 3rd | 4th | 5th | 6th | 7th | 8th | 9th | 10th |
| Puntos   | 25  | 18  | 15  | 12  | 10  | 8   | 6   | 4   | 2   | 1    |

### Campeonato de pilotos
| Pos. | Piloto                 | HOC | OSC | HUN | NOR | MSC | RBR | NÜR | LAU | ZAN | HOC | Puntos |
| ---- | ---------------------- | --- | --- | --- | --- | --- | --- | --- | --- | --- | --- | ------ |
| 1    | Marco Wittmann         | 1   | 19  | 1   | 6   | 4   | 1   | 1   | 6   | 2   | 5   | 156    |
| 2    | Mattias Ekström        | 2   | 13  | 9   | 3   | 3   | 7   | Ret | Ret | 1   | 1   | 106    |
| 3    | Mike Rockenfeller      | 4   | 2   | 10  | 8   | Ret | 13  | 2   | 10  | 15  | 2   | 72     |
| 4    | Christian Vietoris     | 15  | 1   | 20† | 21† | 7   | 9   | 6   | 2   | 5   | 14  | 69     |
| 5    | Edoardo Mortara        | 22† | 3   | 4   | 4   | 9   | 16  | 3   | 16  | 4   | 22† | 68     |
| 6    | Martin Tomczyk         | 7   | 9   | 13  | Ret | 13  | 4   | 8   | 8   | 3   | 7   | 49     |
| 7    | Maxime Martin          | 20  | 14  | 6   | 17  | 1   | 14  | 7   | 14  | 6   | Ret | 47     |
| 8    | Pascal Wehrlein        | 11  | Ret | 14  | 5   | 8   | Ret | 10  | 1   | 7   | 20† | 46     |
| 9    | Timo Scheider          | 9   | 7   | Ret | 10  | Ret | 5   | Ret | 3   | 9   | 6   | 44     |
| 10   | Jamie Green            | Ret | 18† | 7   | 2   | Ret | 8   | 14  | 17† | 14  | 3   | 43     |
| 11   | Bruno Spengler         | 6   | 12  | 3   | 11  | 2   | 10  | 12  | 15  | 16  | 12  | 42     |
| 12   | Robert Wickens         | 18  | Ret | 11  | 1   | 14  | DSQ | 9   | 5   | 8   | 17  | 41     |
| 13   | Augusto Farfus         | 8   | 5   | 21† | 14  | 10  | 2   | Ret | 7   | Ret | 16  | 39     |
| 14   | Adrien Tambay          | 3   | 10  | 5   | 9   | Ret | 6   | 11  | 18† | Ret | 19† | 36     |
| 15   | Paul di Resta          | 14  | 4   | 18  | 15  | Ret | 18  | 4   | Ret | Ret | 4   | 36     |
| 16   | Timo Glock             | 5   | Ret | 19  | 16  | 6   | 3   | 16  | Ret | 12  | 11  | 33     |
| 17   | Miguel Molina          | 13  | 6   | 2   | 22† | 12  | 11  | Ret | 9   | 18† | 8   | 32     |
| 18   | Daniel Juncadella      | 19  | Ret | 16  | 13  | 15  | 15  | 5   | 4   | 17  | 21† | 22     |
| 19   | Nico Müller            | 16  | 16  | 12  | 18  | 5   | 19  | Ret | Ret | Ret | 13  | 10     |
| 20   | Joey Hand              | 10  | 15  | 15  | 7   | 17  | 12  | 17  | 11  | 10  | 15  | 8      |
| 21   | António Félix da Costa | 21† | 11  | 8   | 20  | 11  | Ret | 13  | Ret | 13  | 9   | 6      |
| 22   | Gary Paffett           | 12  | 8   | Ret | 12  | 16  | 17  | 15  | 13  | 19† | 10  | 5      |
| 23   | Vitaly Petrov          | 17  | 17  | 17  | 19  | 18  | 20  | 18  | 12  | 11  | 18† | 0      |
| Pos. | Piloto                 | HOC | OSC | HUN | NOR | MSC | RBR | NÜR | LAU | ZAN | HOC | Puntos |

| Color     | Resultado                                                               |
| --------- | ----------------------------------------------------------------------- |
| Oro       | Ganador                                                                 |
| Plata     | 2.ª plaza                                                               |
| Bronce    | 3.ª plaza                                                               |
| Verde     | Finalizó en los puntos                                                  |
| Azul      | Finalizó sin puntos                                                     |
| Azul      | NC - No clasificado                                                     |
| Violeta   | Ret - No terminó (Carrera)                                              |
| Rojo      | DNQ - No se clasificó                                                   |
| Negro     | DSQ - Descalificado                                                     |
| Blanco    | DNS - No empezó (carrera)                                               |
| Blanco    | WD - Retirado (fin de semana)                                           |
| Blanco    | C - Carrera cancelada                                                   |
| Sin color | DNP - Inscrito pero no participó                                        |
| Sin color | INJ - Lesionado                                                         |
| Sin color | EX - Excluido                                                           |
| Estado    | Resultado                                                               |
| Negrita   | Pole position                                                           |
| Cursiva   | Vuelta rápida                                                           |
| †         | Abandona, pero clasifica al completar el porcentaje requerido para ello |

### Campeonato de equipos
| Pos. | Equipo                         | No. | HOC | OSC | HUN | NOR | MSC | RBR | NÜR | LAU | ZAN | HOC | Puntos |
| ---- | ------------------------------ | --- | --- | --- | --- | --- | --- | --- | --- | --- | --- | --- | ------ |
| 1    | BMW Team RMG                   | 23  | 1   | 19  | 1   | 6   | 4   | 1   | 1   | 6   | 2   | 5   | 203    |
| 1    | BMW Team RMG                   | 24  | 20  | 14  | 6   | 17  | 1   | 14  | 7   | 14  | 6   | Ret | 203    |
| 2    | Audi Sport Team Abt Sportsline | 7   | 2   | 13  | 9   | 3   | 3   | 7   | Ret | Ret | 1   | 1   | 138    |
| 2    | Audi Sport Team Abt Sportsline | 8   | 13  | 6   | 2   | 22† | 12  | 11  | Ret | 9   | 18† | 8   | 138    |
| 3    | Audi Sport Team Phoenix        | 1   | 4   | 2   | 10  | 8   | Ret | 13  | 2   | 10  | 15  | 2   | 116    |
| 3    | Audi Sport Team Phoenix        | 2   | 9   | 7   | Ret | 10  | Ret | 5   | Ret | 3   | 9   | 6   | 116    |
| 4    | HWA Team                       | 5   | 15  | 1   | 20† | 21† | 7   | 9   | 6   | 2   | 5   | 14  | 105    |
| 4    | HWA Team                       | 6   | 14  | 4   | 18  | 15  | Ret | 18  | 4   | Ret | Ret | 4   | 105    |
| 5    | Audi Sport Team Abt            | 15  | 22† | 3   | 4   | 4   | 9   | 16  | 3   | 16  | 4   | 22† | 104    |
| 5    | Audi Sport Team Abt            | 16  | 3   | 10  | 5   | 9   | Ret | 6   | 11  | 18† | Ret | 19† | 104    |
| 6    | BMW Team Schnitzer             | 9   | 6   | 12  | 3   | 11  | 2   | 10  | 12  | 15  | 16  | 12  | 91     |
| 6    | BMW Team Schnitzer             | 10  | 7   | 9   | 13  | Ret | 13  | 4   | 8   | 8   | 3   | 7   | 91     |
| 7    | Audi Sport Team Rosberg        | 21  | Ret | 18† | 7   | 2   | Ret | 8   | 14  | 17† | 14  | 3   | 53     |
| 7    | Audi Sport Team Rosberg        | 22  | 16  | 16  | 12  | 18  | 5   | 19  | Ret | Ret | Ret | 13  | 53     |
| 8    | BMW Team RBM                   | 3   | 8   | 5   | 21† | 14  | 10  | 2   | Ret | 7   | Ret | 16  | 47     |
| 8    | BMW Team RBM                   | 4   | 10  | 15  | 15  | 7   | 17  | 12  | 17  | 11  | 10  | 15  | 47     |
| 9    | HWA Team                       | 25  | 11  | Ret | 14  | 5   | 8   | Ret | 10  | 1   | 7   | 20† | 46     |
| 10   | HWA Team                       | 11  | 12  | 8   | Ret | 12  | 16  | 17  | 15  | 13  | 19† | 10  | 46     |
| 10   | HWA Team                       | 12  | 18  | Ret | 11  | 1   | 14  | DSQ | 9   | 5   | 8   | 17  | 46     |
| 11   | BMW Team MTEK                  | 17  | 5   | Ret | 19  | 16  | 6   | 3   | 16  | Ret | 12  | 11  | 39     |
| 11   | BMW Team MTEK                  | 18  | 21† | 11  | 8   | 20  | 11  | Ret | 13  | Ret | 13  | 9   | 39     |
| 12   | Mücke Motorsport               | 19  | 19  | Ret | 16  | 13  | 15  | 15  | 5   | 4   | 17  | 21† | 22     |
| 12   | Mücke Motorsport               | 20  | 17  | 17  | 17  | 19  | 18  | 20  | 18  | 12  | 11  | 18† | 22     |
| Pos. | Team                           | No. | HOC | OSC | HUN | NOR | MSC | RBR | NÜR | LAU | ZAN | HOC | Puntos |

| Color     | Resultado                                                               |
| --------- | ----------------------------------------------------------------------- |
| Oro       | Ganador                                                                 |
| Plata     | 2.ª plaza                                                               |
| Bronce    | 3.ª plaza                                                               |
| Verde     | Finalizó en los puntos                                                  |
| Azul      | Finalizó sin puntos                                                     |
| Azul      | NC - No clasificado                                                     |
| Violeta   | Ret - No terminó (Carrera)                                              |
| Rojo      | DNQ - No se clasificó                                                   |
| Negro     | DSQ - Descalificado                                                     |
| Blanco    | DNS - No empezó (carrera)                                               |
| Blanco    | WD - Retirado (fin de semana)                                           |
| Blanco    | C - Carrera cancelada                                                   |
| Sin color | DNP - Inscrito pero no participó                                        |
| Sin color | INJ - Lesionado                                                         |
| Sin color | EX - Excluido                                                           |
| Estado    | Resultado                                                               |
| Negrita   | Pole position                                                           |
| Cursiva   | Vuelta rápida                                                           |
| †         | Abandona, pero clasifica al completar el porcentaje requerido para ello |

### Campeonato de marcas
| Pos. | Marca         | HOC | OSC | HUN | NOR | MSC | RBR | NÜR | LAU | ZAN | HOC | Puntos |
| ---- | ------------- | --- | --- | --- | --- | --- | --- | --- | --- | --- | --- | ------ |
| 1    | Audi          | 47  | 48  | 49  | 52  | 27  | 28  | 33  | 18  | 39  | 70  | 411    |
| 2    | BMW           | 54  | 12  | 52  | 14  | 64  | 71  | 35  | 18  | 42  | 18  | 380    |
| 3    | Mercedes-Benz | 0   | 41  | 0   | 35  | 10  | 2   | 33  | 65  | 20  | 13  | 219    |
| Pos. | Marca         | HOC | OSC | HUN | NOR | MSC | RBR | NÜR | LAU | ZAN | HOC | Puntos |